# Campeonato Asiático de Atletismo de 1998
A 12ª edição do Campeonato Asiático de Atletismo foi realizado de 19 a 22 de julho de 1998 no Hakatanomori Athletic Stadium, na cidade de Fukuoka no Japão. 

## Medalhistas

### Masculino
| Evento                  | Ouro                                                               | Ouro       | Prata                                                    | Prata    | Bronze                                                                | Bronze   |
| ----------------------- | ------------------------------------------------------------------ | ---------- | -------------------------------------------------------- | -------- | --------------------------------------------------------------------- | -------- |
| 100 metros              | Zhou Wei · China                                                   | 10.39      | Watson Nyambek · Malásia                                 | 10.42    | Hiroyasu Tsuchie · Japão                                              | 10.44    |
| 200 metros              | Koji Ito · Japão                                                   | 20.70      | Han Chaoming · China                                     | 20.77    | Gennadiy Chernovol · Cazaquistão                                      | 20.92    |
| 400 metros              | Sugath Tillakaratne · Sri Lanka                                    | 44.61      | Masayoshi Kan · Japão                                    | 45.64    | Kenji Tabata · Japão                                                  | 45.69    |
| 800 metros              | Cheng Bing · China                                                 | 1:47.71    | Abdulhassan Abdulrahman · Catar                          | 1:47.74  | Mahmoud Al-Khairat Síria                                              | 1:48.16  |
| 1 500 metros            | Mohammed Sulaiman · Catar                                          | 3:43.70    | Kiyonari Shibata · Japão                                 | 3:44.38  | Cheng Bing · China                                                    | 3:44.92  |
| 5 000 metros            | Toshinari Takaoka · Japão                                          | 13:54.34   | Gulab Chand · Índia                                      | 13:55.40 | Ahmed Ibrahim Warsama · Catar                                         | 13:58.35 |
| 10 000 metros           | Baek Seung-Do Coreia do Sul                                        | 30:12.26   | Toshihiro Iwasa · Japão                                  | 30:12.57 | Gulab Chand · Índia                                                   | 30:14.69 |
| 110 metros barreiras    | Chen Yanhao · China                                                | 13.53      | Qi Zhen · China                                          | 13.74    | Andrey Sklyarenko · Cazaquistão                                       | 13.86    |
| 400 metros barreiras    | Mubarak Al-Nubi · Catar                                            | 48.71      | Hideaki Kawamura · Japão                                 | 49.69    | Kazuhiko Yamazaki · Japão                                             | 49.81    |
| 3 000 metros obstáculos | Saad Shadad Al-Asmari · Arábia Saudita                             | 8:31.13    | Yasunori Uchitomi · Japão                                | 8:33.40  | Hamid Sajjadi Irão                                                    | 8:37.88  |
| 4×100 metros estafetas  | China · Zhou Wei · Lin Wei · Yin Hanzhao · Han Chaoming            | 39.03      | Japão                                                    | 39.30    | Catar · Jamal Abbas · Hamed Al-Dosari · Jamal Suleiman · Saad Mubarak | 39.43    |
| 4×400 metros estafetas  | Japão · Kenji Tabata · Jun Osakada · Shunji Karube · Masayoshi Kan | 3:02.61    | Coreia do Sul Kim Jae-da Shon Ju-il Kim Ho Kim Yong-hwan | 3:04.44  | Sri Lanka                                                             | 3:05.79  |
| 20 km marcha            | Li Zewen · China                                                   | 1:27:58    | Yoshima Hara · Japão                                     | 1:28:16  | Valeriy Borisov · Cazaquistão                                         | 1:29:05  |
| Salto em altura         | Zhou Zhongge · China                                               | 2.30       | Lee Jin-Taek Coreia do Sul                               | 2.27     | Loo Kum Zee · Malásia                                                 | 2.23     |
| Salto à vara            | Igor Potapovich · Cazaquistão                                      | 5.55       | Aleksandr Korchagin · Cazaquistão                        | 5.40     | Hideji Suzuki · Japão                                                 | 5.20     |
| Salto em comprimento    | Masaki Morinaga · Japão                                            | 8.08       | Liu Hongning · China                                     | 7.97     | Shigeru Tagawa · Japão                                                | 7.96     |
| Salto triplo            | Duan Qifeng · China                                                | 16.79      | Takanori Sugibayashi · Japão                             | 16.50    | Takashi Komatsu · Japão                                               | 16.38    |
| Lançamento do peso      | Bilal Saad Mubarak · Catar                                         | 19.17      | Liu Hao · China                                          | 18.86    | Shakti Singh · Índia                                                  | 18.40    |
| Lançamento do disco     | Li Shaojie · China                                                 | 60.28      | Dashdendev Makhashiri Mongólia                           | 57.00    | Ajit Bhaduria · Índia                                                 | 55.46    |
| Lançamento de martelo   | Andrey Abduvaliyev · Uzbequistão                                   | 76.67      | Koji Murofushi Predefinição:JPNN                         | 74.17    | Nikolay Davydov · Quirguistão                                         | 70.31    |
| Lançamento do dardo     | Zhang Lianbiao · China                                             | 77.61      | Li Rongxiang · China                                     | 77.48    | Mikio Tamura · Japão                                                  | 75.71    |
| Decatlo                 | Toru Yasui · Japão                                                 | 7439 pts { | Tomokazu Sugama · Japão                                  | 7347 pts | Ivan Yarkin · Cazaquistão                                             | 7239 pts |

### Feminino
| Evento                 | Ouro                           | Ouro     | Prata                              | Prata    | Bronze                        | Bronze   |
| ---------------------- | ------------------------------ | -------- | ---------------------------------- | -------- | ----------------------------- | -------- |
| 100 metros             | Yan Jiankui · China            | 11.39    | Cui Dangfeng · China               | 11.42    | Shanti Govindasamy · Malásia  | 11.60    |
| 200 metros             | Yan Jiankui · China            | 23.00 =  | Huang Mei · China                  | 23.21    | P.T. Usha · Índia             | 23.27    |
| 400 metros             | Damayanthi Dharsha · Sri Lanka | 51.23 =  | Svetlana Bodritskaya · Cazaquistão | 52.46    | P. T. Usha · Índia            | 52.55    |
| 800 metros             | Zhang Jian · China             | 2:01.16  | Liu Jing · China                   | 2:01.85  | Jyotirmoy Sikdar · Índia      | 2:02.65  |
| 1 500 metros           | Liu Jing · China               | 4:12.76  | Wang Chunmei · China               | 4:13.45  | Jyotirmoy Sikdar · Índia      | 4:14.32  |
| 5 000 metros           | Wang Chunmei · China           | 15:49.48 | Liu Shixiang · China               | 15:53.76 | Megumi Tanaka · Japão         | 15:55.10 |
| 10 000 metros          | Liu Shixiang · China           | 32:28.49 | Chiemi Takahashi · Japão           | 32:32.99 | Aki Fujikawa · Japão          | 32:48.05 |
| 100 metros barreiras   | Olga Shishigina · Cazaquistão  | 13.04    | Feng Yun · China                   | 13.10    | Sriyani Kulawansa · Sri Lanka | 13.16    |
| 400 metros barreiras   | Li Rui · China                 | 55.80    | Natalya Torshina · Cazaquistão     | 56.34    | Hsu Pei-Ching · Taipé Chinesa | 57.09    |
| 4×100 metros estafetas | Índia                          | 44.43    | Japão                              | 44.45    | Tailândia                     | 44.85    |
| 4×400 metros estafetas | China                          | 3:33.48  | Índia                              | 3:34.04  | Japão                         | 3:35.71  |
| 10 km marcha           | Li Yuxin · China               | 46:41    | Rie Mitsumori japonês(esa)         | 46:42    | Yuka Mitsumori · Japão        | 47:01    |
| Salto em altura        | Miki Imai · Japão              | 1.94     | Yoko Ota · Japão                   | 1.91     | Jin Ling · China              | 1.88     |
| Salto à vara           | Peng Xiaoming · China          | 4.00     | Masumi Ono japonês(esa)            | 3.80     | Chie Miyoshi · Japão          | 3.70     |
| Salto em comprimento   | Guan Yingnan · China           | 6.83     | Yu Yiqun · China                   | 6.74     | Yelena Pershina · Cazaquistão | 6.50w    |
| Salto triplo           | Ren Ruiping · China            | 14.11    | Wang Kuo-Huei · Taipé Chinesa      | 13.30    | Maho Hanaoka · Japão          | 13.24    |
| Lançamento do peso     | Li Meisu · China               | 18.63    | Yu Juan · China                    | 18.12    | Lee Myung-Sun Coreia do Sul   | 17.66    |
| Lançamento do disco    | Yu Xin · China                 | 57.47    | Neelam Jaswant Singh · Índia       | 56.81    | Xiao Yanling · China          | 53.32    |
| Lançamento de martelo  | Gu Yuan · China                | 61.86    | Aya Suzuki · Japão                 | 56.12    | Eriko Kubota · Japão          | 48.48    |
| Lançamento do dardo    | Li Lei · China                 | 60.12    | Harumi Yamamoto · Japão            | 55.41    | Gurmeet Kaur · Índia          | 55.35    |
| Heptatlo               | Ding Ying · China              | 5846 pts | Svetlana Kazanina · Cazaquistão    | 5779 pts | Ma Chun-Ping · Taipé Chinesa  | 5489 pts |

## Quadro de medalhas
| Ordem | País           | Medalha de ouro | Medalha de prata | Medalha de bronze | Total |
| ----- | -------------- | --------------- | ---------------- | ----------------- | ----- |
| 1     | China          | 26              | 13               | 3                 | 41    |
| 2     | Japão          | 6               | 17               | 14                | 37    |
| 3     | Catar          | 3               | 1                | 2                 | 6     |
| 4     | Cazaquistão    | 2               | 4                | 5                 | 11    |
| 5     | Sri Lanka      | 2               | 0                | 2                 | 4     |
| 6     | Índia          | 1               | 3                | 8                 | 12    |
| 7     | Coreia do Sul  | 1               | 2                | 1                 | 4     |
| 8=    | Arábia Saudita | 1               | 0                | 0                 | 1     |
| 8=    | Uzbequistão    | 1               | 0                | 0                 | 1     |
| 10    | Taipé Chinesa  | 0               | 1                | 2                 | 3     |
| 11    | Malásia        | 0               | 1                | 2                 | 3     |
| 12    | Mongólia       | 0               | 1                | 0                 | 1     |
| 13=   | Irão           | 0               | 0                | 1                 | 1     |
| 13=   | Quirguistão    | 0               | 0                | 1                 | 1     |
| 13=   | Síria          | 0               | 0                | 1                 | 1     |
| 13=   | Tailândia      | 0               | 0                | 1                 | 1     |
| Total | Total          | 43              | 43               | 43                | 129   |

Legenda
| Recorde mundial       | Recorde mundial (World record)               |                       | Recorde africano                      | Recorde africano (African) |                                           | Q | Classificado por posição (Qualified) |
| Recorde do campeonato | Recorde do campeonato (Championship record)  | Recorde da América    | Recorde da América (Americas)         | q                          | Classificado por melhor tempo (Qualified) |   |                                      |
| Melhor marca do ano   | Melhor marca do ano (World leading)          | Recorde asiático      | Recorde asiático (Asian)              | DNS                        | Não largou (Did not start)                |   |                                      |
| Recorde nacional      | Recorde nacional (National record)           | Recorde europeu       | Recorde europeu (European)            | DNF                        | Não terminou (Did not finish)             |   |                                      |
| Recorde pessoal       | Recorde pessoal do atleta (Personal best)    | Recorde da Oceania    | Recorde da Oceania (Oceania)          | DSQ / DQ                   | Desclassificado (Disqualified)            |   |                                      |
| Recorde da temporada  | Recorde da temporada do atleta (Season best) | Recorde sul-americano | Recorde sul-americano (South America) | NM                         | Sem marca (No mark)                       |   |                                      |